# Bill Kotsores
William James Kotsores, detto Bill (New York, 18 settembre 1924 – Queens, 6 giugno 1971), è stato un cestista statunitense.

## Carriera
Con la St. John's University ha vinto il National Invitation Tournament 1944 e il National Invitation Tournament 1945. Nell'edizione 1944 è stato eletto miglior giocatore della manifestazione.

## Palmarès
- Campione NIT (1944)
- MVP NIT (1944)